# Obdulio Fernández Rodríguez
Obdulio Fernández y Rodríguez (Frías, Burgos, 9 de abril de 1883-Madrid, 29 de junio de 1982) fue un farmacéutico y médico español, académico de la Real Academia de Ciencias Exactas, Físicas y Naturales y de la Real Academia Nacional de Medicina.

## Biografía
En 1902 se doctoró en farmacia en la Universidad Complutense de Madrid y recibió una pensión de la Junta de Ampliación de Estudios en Ginebra y Múnich. En 1907 obtuvo la cátedra de química orgánica de la Facultad de Farmacia de la Universidad de Granada y posteriormente fue el primer catedrático de esta especialidad en la Universidad Complutense de Madrid. En 1917 fue nombrado consejero nacional de Sanidad e ingresó en la Real Academia de Ciencias Exactas, Físicas y Naturales. Fue uno de los fundadores de la Sociedad Española de Física y Química, que presidió entre 1925 a 1926. En 1929 asistió en calidad de representante español a la III Conferencia Internacional de Química celebrada en Cambridge y en 1934 presidió el IX Congreso Internacional de Química celebrado en Madrid.
En 1930 fue nombrado decano de la facultad de Farmacia de la Universidad Complutense de Madrid. También fue miembro de la Junta constructora de la Ciudad Universitaria de Madrid y presidente de honor de los Colegios Oficiales de Farmacéuticos de numerosas ciudades españolas. En 1934 ingresó en la Real Academia Nacional de Medicina.
Fue miembro de la Academia de Medicina de París, de la Academia de Farmacia de Brasil, de la Academia de Farmacia de Francia y de la Sociedad Química de Rumania. Fue nombrado oficial de la Legión de Honor y galardonado con la Medalla Leblanc.

## Obras
- Tratado de Química orgánica aplicada
- La Arquitectura molecular de los agentes terapéuticos
- Conferencias de Química biológica
- Ensayo de Química inmunológica
- Bioquímica del cáncer
- Carracido. Crítica de su obra
- El ritmo en la Naturaleza